# 樺太民政署
樺太民政署（からふとみんせいしょ）は、樺太開拓のために設けられた行政組織である。

## 概要
樺太は1875年（明治8年）に明治政府がロシア政府と結んだ樺太・千島交換条約でロシア領となり、コルサコフに日本領事館を置いていた。しかし、1905年に日露戦争における樺太の戦いで日本軍が樺太全領を占領し、1905年7月31日全島に軍政が布かれた。
後に樺太民政署を設置し当初は本庁を北樺太のアレクサンドロフスク（現在のアレクサンドロフスク・サハリンスキー）、支所を南樺太のコルサコフ（大泊町）に設置した。
同年8月29日の、日露講和会議にて、ロシアは南樺太を譲渡することになり、11月13日樺太国境画定会議にて正式に北樺太をロシアに返還したため、本庁をコルサコフにした。
現地の行政は、民政長官の熊谷喜一郎が執り、港湾の整備・鉄道の敷設と現地に住んでいたアイヌ・ロシア人の帰属や、北海道との定期航路、開拓に必要な人民の戸籍・衛生などを急ぎ進めた。
1907年（明治40年）4月1日、樺太庁が設置されたことにより発展的解消を遂げた。